# Regolamentazione del tasso di rendimento
La regolamentazione del tasso di rendimento è un sistema per la decisione sui prezzi praticati dai monopoli regolati dal governo. La premessa principale è che i monopoli (tipicamente intesi come naturali) devono applicare lo stesso prezzo che idealmente si applicherebbe in un mercato perfettamente competitivo, ovvero pari ai costi di produzione efficienti, più un tasso di rendimento sul capitale determinato dal mercato. 
La regolamentazione del tasso di rendimento è stata criticata perché incoraggia l'aumento della valutazione dei costi e perché se il tasso è troppo alto, incoraggia le imprese regolamentate ad adottare rapporti capitale-lavoro troppo bassi. Questa tendenza è nota come effetto Averch-Johnson, chiamata anche semplicemente "doratura". La natura della regolamentazione del tasso di rendimento non prevede inoltre incentivi per i monopoli regolamentati per ridurre al minimo i loro acquisti di capitale, dato che i prezzi sono fissati pari ai loro costi di produzione. 
La regolamentazione del tasso di rendimento è stata dominante negli Stati Uniti per diversi anni nella regolamentazione del governo delle società di servizi pubblici e di altri monopoli naturali. Se le imprese non fossero regolamentate, potrebbero facilmente applicare tariffe molto più elevate poiché i consumatori pagherebbero qualsiasi prezzo per beni essenziali come l'elettricità o l'acqua. 

## Metodo di regolamento
La regolamentazione del tasso di restituzione è stata utilizzata più regolarmente per determinare i prezzi ragionevoli per i beni forniti dalle società di servizi. Questo regolamento è considerato equo dato che offre alla società la possibilità di recuperare i costi sostenuti fornendo ai consumatori i propri beni o servizi e, allo stesso tempo, proteggendo i consumatori dal pagamento di prezzi esorbitanti che fornirebbero a tali società profitti monopolistici. In base a questo metodo di regolamentazione, i regolatori governativi esaminano la base tariffaria dell'impresa, il costo del capitale, i costi operativi e l'ammortamento complessivo al fine di stimare le entrate totali necessarie affinché l'impresa copra completamente le proprie spese. 

### Fondamenti per valutare il tasso di rendimento
L'obiettivo della regolamentazione del tasso di rendimento è che l'autorità di regolamentazione valuti gli effetti dei diversi livelli di prezzo sui potenziali ricavi per un'azienda al fine di proteggere i consumatori, garantendo nel contempo agli investitori un tasso di rendimento "equo" sul loro investimento. Esistono cinque criteri utilizzati dai regolatori per valutare il tasso di rendimento adeguato per un'impresa. 
1. Il primo criterio è se il tasso di rendimento è a un livello tale poter attirare capitali dagli investitori. La regolamentazione del governo in questo modo ha lo scopo di garantire che le imprese non abusino dei loro poteri di monopolio per trarre vantaggio dai consumatori; tuttavia, devono anche garantire che la regolamentazione non impedisca ai clienti di acquistare i loro beni e servizi essenziali. Se il tasso di rendimento è troppo basso, gli investitori non saranno costretti a investire nell'impresa, impedendole di avere il capitale finanziario per operare e investire in capitale e lavoro, il che a sua volta comporterebbe l'impossibilità per i consumatori finali di ricevere il loro sufficiente livello di servizio, come l'elettricità per le loro case.
2. Il secondo criterio che i regolatori devono considerare è l'efficiente razionamento del consumatore dei servizi forniti dalle imprese regolamentate. Per promuovere l'efficienza dei consumatori, i prezzi dovrebbero riflettere i costi marginali; tuttavia, anche questo deve essere bilanciato con il primo criterio.
3. In terzo luogo, i regolatori devono garantire che l'impresa monopolistica regolamentata utilizzi pratiche di gestione efficienti. Qui un regolatore deve poter valutare se la leadership dell'azienda sta sfruttando o meno le lacune nella regolamentazione per sopravvalutare i costi e per poter così operare ad un livello di prezzo più elevato.
4. Un quarto criterio che un regolatore deve indagare è la stabilità a lungo termine dell'azienda. Come accennato in precedenza, una delle principali preoccupazioni del governo è garantire che i consumatori siano nelle condizioni di ricevere il livello di servizio richiesto. Pertanto, le autorità di regolamentazione devono tenere conto delle prospettive future dell'impresa, analogamente al modo in cui un operatore di borsa valuterà il potenziale futuro di un'azienda.
5. Il quinto e ultimo criterio che l'autorità di regolamentazione deve prendere in considerazione è l'equità nei confronti degli investitori. Questa è una preoccupazione separata dal primo criterio poiché l'autorità di regolamentazione deve garantire che la società riceva il capitale necessario per continuare a operare e che gli investitori privati ricevano profitti equi sui propri investimenti, altrimenti tale regolamentazione corrisponderebbe probabilmente a una diminuzione degli investimenti.

### Calcolo del regolamento del tasso di rendimento
Il calcolo è dato dalla formula:
{\displaystyle R=(B\times r)+E+d+T}
dove:
- {\displaystyle R} = Requisito di entrate: l'ammontare dei ricavi richiesti dal monopolio regolamentato per coprire i costi nella loro interezza.
- {\displaystyle B} = Rate Base: la quantità di capitale e di attività finanziarie che il monopolio regolamentato utilizza per fornire i suoi servizi.
- {\displaystyle r} = Tasso di rendimento autorizzato dal governo: il costo sostenuto dal monopolio regolamentato per finanziare la sua base di tassi, compresi debito e capitale proprio.
- {\displaystyle E} = Costi operativi: il costo delle forniture, inclusi capitale e manodopera utilizzati a breve termine (di solito un anno) per fornire servizi (che non include gli investimenti iniziali inclusi nel tasso base, come il costo delle forniture per la costruzione di impianti).
- {\displaystyle d} = Costi di ammortamento: importo annuale che il monopolio regolamentato spende per contabilizzare l'ammortamento del suo capitale.
- {\displaystyle T} = Imposte: quelle imposte non incluse nei costi operativi e non addebitate direttamente ai clienti.

I regolatori governativi usano questa formula per accertare che sia permesso il corretto tasso di rendimento delle imprese regolamentate.

## Vantaggi del regolamento sul tasso di rendimento
La regolamentazione del tasso di rendimento è stata utilizzata principalmente per la sua capacità di essere sostenibile a lungo termine e resistente ai cambiamenti delle condizioni dell'azienda, nonché per la sua popolarità tra gli investitori. Mentre una regolamentazione di questo tipo impedisce ai monopoli con il potenziale di realizzare grandi profitti, come le società elettriche, fornisce stabilità. Gli investitori non realizzeranno dividendi cospicui dalle società di servizi regolamentate; tuttavia, saranno in grado di ottenere rendimenti abbastanza costanti rispetto alle fluttuazioni dell'economia o così come la sua stagnazione. Il rischio per gli investitori è ridotto al minimo poiché la prudenza dell'autorità di regolamentazione nella fissazione dei prezzi è limitata dal metodo utilizzato nel fissare il tasso di regolazione. Pertanto, gli investitori possono essere attirati dalla coerenza dell'offerta, che può rivelarsi interessante soprattutto in un mercato finanziario mondiale instabile. 
Inoltre, una regolamentazione di questo tipo protegge l'impresa dall'opinione pubblica negativa fornendo al consumatore chiarezza nei presupposti. Infatti, nel corso della storia, a causa dei loro grandi profitti, l'opinione pubblica si è scagliata contro i monopoli, che alla fine hanno portato a approvare severe leggi antitrust all'inizio del XX secolo. I monopoli non regolamentati come lo Standard Oil, che hanno inizialmente ottenuto enormi profitti, sono rapidamente diventati oggetto di opinione pubblica negativa, che è la fonte originale di regolamentazione dei monopoli. Con la regolamentazione del tasso di rendimento, i consumatori possono fare affidamento sul governo per assicurarsi che stiano pagando prezzi equi per l'elettricità e altri servizi regolamentati e non alimentando un'attività di "trust and greed". 

## Svantaggi della regolamentazione e della critica del tasso di rendimento
Il problema centrale con la regolamentazione del tasso di rendimento, il motivo per cui la maggior parte dei paesi con una regolamentazione economica è passata a metodi alternativi di regolamentazione di tali imprese, è che la regolamentazione del tasso di rendimento non fornisce abbastanza incentivi affinché le imprese regolamentate operino in modo efficiente. La formalizzazione principale di questa criticità è l'effetto Averch-Johnson. 
Dunque, le imprese regolate in questo modo si impegneranno tipicamente in un accumulo sproporzionato di capitale, che a sua volta aumenterà il livello dei prezzi assegnato dall'autorità di regolamentazione del governo, aumentando così i profitti a breve termine dell'impresa. Spendendo così in capitale non necessario e altre spese superflue, il fabbisogno di entrate dell'impresa (R) aumentato a causa sia di un aumento dei costi operativi (E) sia dei costi di ammortamento (d). I costi di ammortamento aumentano a causa del fatto che quando un'impresa ottiene più capitale, tale capitale fisico si deprezzerà nel tempo, aumentando quindi il costo complessivo di ammortamento. Al fine di sovvertire il sistema, i monopoli regolamentati possono acquistare capitali di cui non hanno necessariamente bisogno o utilizzo, che rimarranno nell'impresa solo al fine di deprezzarsi, aumentando così il loro livello di prezzo regolamentato come assegnato dal governo. 

## Storia del regolamento sul tasso di rendimento
Il diritto degli Stati di prescrivere tariffe è stato affermato nel caso della Corte Suprema degli Stati Uniti di Munn v. Illinois del 1877. Questo caso in genere consentiva agli Stati di regolare determinate attività e pratiche all'interno dei propri confini, comprese le ferrovie, che all'epoca avevano raggiunto un notevole potere. Questo caso fu uno dei sei che in seguito furono soprannominati "Granger Cases", tutti riguardanti il giusto grado di regolamentazione del governo sull'industria privata. 
Mentre il sentimento politico dell'inizio del XX secolo era sempre più anti-monopolio e anti-trust, i funzionari del governo hanno riconosciuto la necessità che alcuni beni e servizi fossero forniti dai monopoli. In casi specifici, un modello economico monopolistico è più efficiente di un modello perfettamente competitivo. Questo tipo di impresa è chiamato "monopolio naturale" a causa del fatto che la tecnologia dei costi del settore è notevolmente elevata, il che suggerisce che è più efficace che solo una o poche aziende dominino la produzione. In un mercato monopolistico, una o più imprese possono rendere necessari i grandi investimenti e, a loro volta, fornire una percentuale abbastanza grande della produzione per coprire i costi del loro grande investimento iniziale. In un mercato competitivo, numerose imprese dovrebbero spendere ingenti somme sul capitale necessario solo per produrre una piccola quantità di produzione, sacrificando così l'efficienza economica. 
Il sistema di impostazione dei tassi è stato sviluppato attraverso una serie di casi della Corte Suprema che iniziano con Smyth v. Caso Ames nel 1898. In questo cosiddetto "caso di trasporto massimo", la Corte suprema ha definito i limiti costituzionali del potere governativo per stabilire i tassi di utilità della ferrovia. La Corte dichiarò che le industrie regolamentate avevano il diritto al "giusto ritorno". Questo è stato successivamente ribaltato nella Federal Power Commission v. Hope Natural Gas Company, ma era importante per lo sviluppo della regolamentazione del tasso di rendimento e, più in generale, per la pratica della regolamentazione governativa dell'industria privata. 
Man mano che il concetto di regolamentazione del tasso di rendimento si diffondeva in tutta l'America, la questione pendente della domanda "quale profitto dovrebbero ricevere gli investitori?" divenne il principale problema decisivo. Questa era la domanda a cui il caso Hope si prefiggeva di rispondere nel 1944. 
Il fallimento dei prezzi alla fine del XIX secolo ha sollevato la questione se il profitto dovesse essere basato sull'importo che gli investitori avevano originariamente investito in attività anni prima o sul valore attuale delle attività più basso derivante da un calo del livello generale dei prezzi. Il caso Hope si è basato su un compromesso per la valutazione delle attività. Per quanto riguarda il capitale di debito, Hope ha ritenuto ragionevole il costo storico originario per valutare la parte di debito della base del tasso di attività e consentire al tasso di interesse storicamente concordato come tasso di rendimento. Tuttavia, per quanto riguarda il capitale azionario, Hope ha determinato che il valore di rendimento attuale sarebbe accettabile. Pertanto, la valutazione delle attività doveva essere calcolata dai regolatori sulla base di una combinazione di costo storico e valore di rendimento corrente. 
La regolamentazione del tasso di rendimento è stata utilizzata principalmente negli Stati Uniti per regolare le società di servizi che forniscono al pubblico beni quali elettricità, gas, servizi telefonici, acqua e cablaggi televisivi. Nonostante il relativo successo nella regolamentazione di tali società, la regolamentazione del tasso di rendimento è stata gradualmente sostituita alla fine del XX secolo da nuove, più efficienti forme di regolamentazione come la regolamentazione del prezzo massimo e la norma del reddito massimo. La regolazione del tetto al prezzo è stata sviluppata negli anni '80 dall'economista britannico Treasury Stephen Littlechild ed è stata gradualmente incorporata a livello globale nei regolamenti di monopolio. La regolamentazione del tetto al prezzo regola i prezzi delle imprese in base a un indice del tetto al prezzo che riflette il tasso di inflazione nell'economia in generale, le efficienze che un'impresa specifica è in grado di utilizzare rispetto all'impresa media nell'economia e l'inflazione nei prezzi di produzione di un'impresa rispetto a l'impresa media nell'economia. La regolamentazione dei ricavi massimi è un mezzo analogo per regolare i monopoli, tranne per il fatto che i prezzi sono la variabile regolamentata, i regolatori stabiliscono i limiti dei ricavi. Queste nuove forme di regolamentazione hanno gradualmente sostituito la regolamentazione del tasso di rendimento nelle economie americana e globale. Infatti, mentre la regolamentazione del tasso di rendimento è molto suscettibile all'effetto Averch-Johnson, le nuove forme di regolamentazione evitano questa distorsione usando gli indici per valutare correttamente l'efficienza dell'azienda e l'uso delle risorse. 